# Convenio para la evacuación de Cataluña

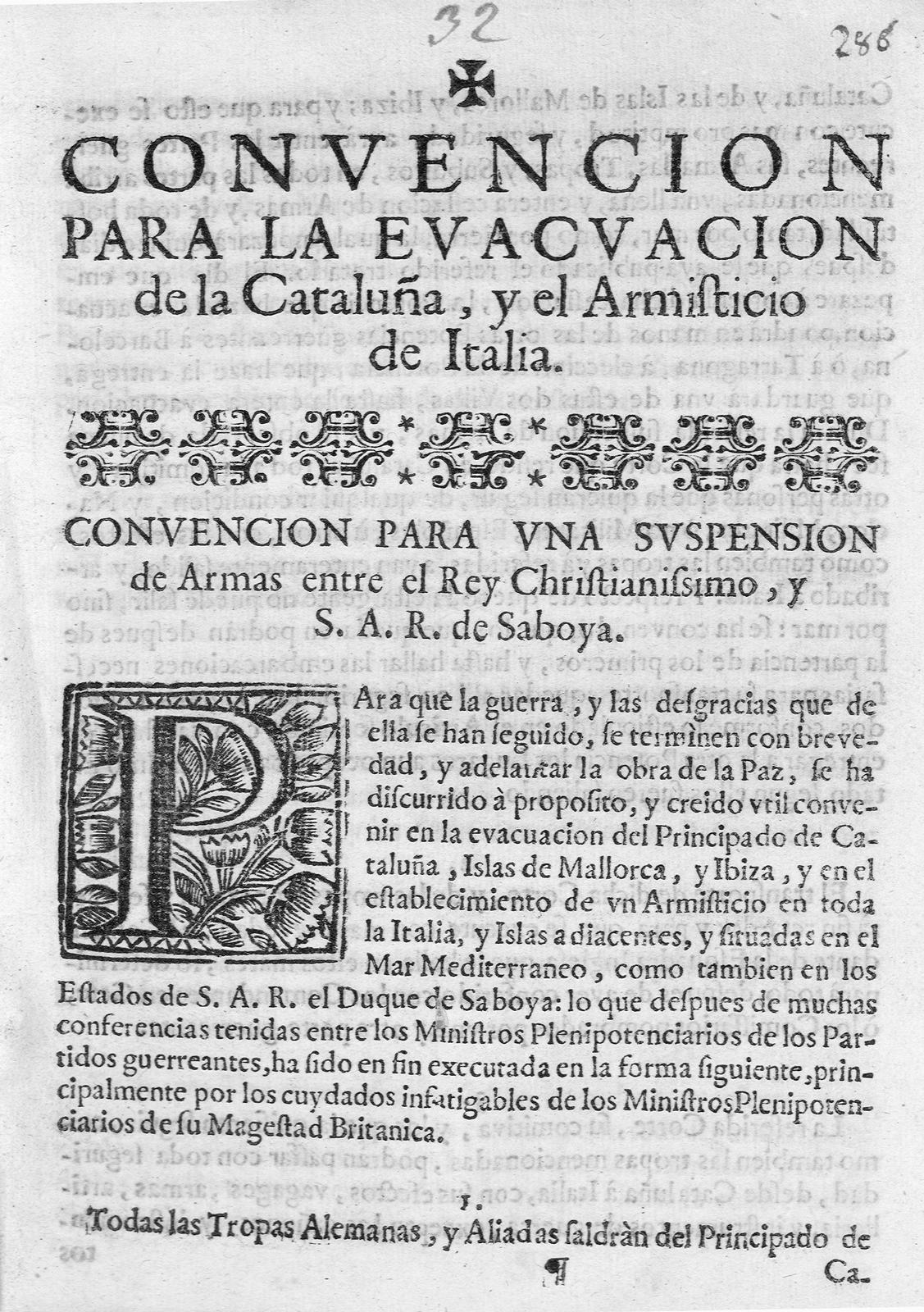
Publicación traducida al español del Convenio de evacuación de Cataluña, y el armisticio de Italia.

El Convenio para la evacuación de Cataluña y armisticio de Italia lo firmaron en Utrecht, el 14 de marzo de 1713, los plenipotenciarios de Gran Bretaña y Austria. En él se establecía el proceso de evacuación de las tropas austríacas de Cataluña y de las islas de Mallorca e Ibiza, así como el armisticio en Italia. 

## Contenido del tratado
El tratado está formado por catorce artículos, los primeros diez de los cuales se refieren concretamente a la evacuación de Cataluña, Mallorca e Ibiza, y los dos siguientes al armisticio en Italia. Según lo convenido, primero se establecería el fin de las hostilidades en España con una cesación de armas, a la que seguiría la entrega de Barcelona o de Tarragona. En ese ínterin se procedería a la evacuación de la corte austríaca en España, así como de las tropas imperiales, sin que se establezca plazo concreto para ello, aunque se hace específica que se empleará toda la diligencia posible. El artículo octavo establece que tan pronto como comience la evacuación se publicará una amnistía general en favor de los naturales de Cataluña, Mallorca e Ibiza, con olvido de todo lo acontecido durante la guerra: «Todas las injurias, violencias, hostilidades y estragos causados tanto durante la guerra cuanto por su ocasión [..] serán enteramente olvidados y borrados sin distinción de personas ni cosas». El artículo noveno trata sobre los Privilegios de Cataluña y reino de Mallorca:

Artículo IX. Y respecto de que los plenipotenciarios de Su Majestad Cesárea han insistido por conseguir antes de la evacuación que se mantengan los Privilegios a los catalanes, y a los súbditos y habitadores de las islas de Mallorca e Ibiza, y que por parte de Francia y sus aliados se ha remitido a la conclusión de la paz próxima este negocio en todas sus partes, Su Majestad Británica ha hecho una reiterada declaración de que empleará sus más eficaces oficios, donde sea necesario, para que en adelante los catalanes y los súbditos y habitantes de dichas islas puedan gozar de sus privilegios, con lo que los referidos plenipotenciarios cesáreos se han aquietado respecto también de que el rey Cristianísimo ha hecho declarar por sus plenipotenciarios que concurrirá al mismo fin.

## Ratificación y divulgación del tratado
La noticia de la firma del tratado no llegó a Barcelona hasta el 2 de abril de 1713 mediante la misiva enviada por el ministro Sinzendorf al mariscal Starhemberg, virrey de Cataluña; este quedó sorprendido porque a principios de año había recibido plenos poderes para que negociara la evacuación personalmente, con lo que la firma de tratado de evacuación sin contar ni con su opinión, ni su consentimiento, le dejaba sin ningún margen de actuación. Starhemberg tenía pavor a las consecuencias que para el orden público podía suponer la divulgación de un tratado de evacuación que no garantizaba el mantenimiento de las constituciones catalanas, razón por la cual procuró demorar su divulgación. 
Fue quince días después cuando, mediante una copia enviada por el embajador catalán en Viena el marqués de Montnegre, el tratado fue conocido por los Tres Comunes de Cataluña; a pesar de ello en Austria se tenía el convencimiento que con mucha probabilidad el emperador Carlos VI no ratificaría el tratado acordado por sus plenipotenciarios, razón por la cual persistían dudas sobre su validez. Y efectivamente el emperador se negó a ratificarlo, pero finalmente su consejo y el príncipe Eugenio de Saboya le convencieron con el argumento de que los 20.000 hombres evacuados de Cataluña serían decisivos para poder continuar la guerra contra Francia, dada la retirada de los británicos; una vez conseguida la victoria contra Francia, se podría negociar una paz que garantizase las constituciones catalanas, mientras que si se quedaban en Barcelona no serían de ninguna utilidad práctica para el fin que se perseguía.

## Ejecución del tratado de evacuación
Así mismo, y para evitar que pudiera deducirse en manera alguna manera que la evacuación de Cataluña implicaba la renuncia a sus derechos sobre el trono español, el emperador Carlos VI impuso la ausencia de cualquier referencia explícita a España como interlocutora, usándose eufemismos como «aliado de Francia» o «potencia guerreante». Ratificado el tratado de evacuación por el emperador y por la reina de Inglaterra, la emperatriz abandonó Barcelona el 18 de marzo de 1713. Acto seguido se reunió en Hospitalet de Llobregat una comisión formada por los representantes del mariscal Starhemberg y el duque de Popoli con objeto de acordar los detalles operativos. Aun así, Starhemberg insistió para que la comisión lograra lo que no se había conseguido en Utrecht: el mantenimiento de los fueros y privilegios de Cataluña. Tras varios días de discusiones estériles, y ante el rechazo absoluto del representante borbónico, finalmente el 22 de junio de 1713 se firmó el Convenio del Hospitalet que establecía el fin de las hostilidades para el 1 de julio de 1713, y la fecha del 15 de julio de 1713 para la entrega de Barcelona o Tarragona, sin llegarse a determinar específicamente cuál de ellas, ni tampoco una fecha para la evacuación de Mallorca e Ibiza. El 14 de julio Juan Francisco de Bette marqués de Lede obtendría la capitulación de la ciudad de Tarragona.